# نينجا غايدن (جيم جير)
نينجا غايدن (بالإنجليزية: Ninja Gaiden)‏ ، هي لعبة فيديو إلكترونية من نوع أكشن ومنصات، أنتجت سنة 1991م وتعمل حصرياً على نظام سيجا جيم جير.